# Areia
Areia là một đô thị thuộc bang Paraíba, Brasil. Đô thị này có diện tích 269,424 km², dân số năm 2007 là 24431 người, mật độ 91,5 người/km².